# Clistopyga incitator
Clistopyga incitator là một loài tò vò trong họ Ichneumonidae.